# Lily Donaldson

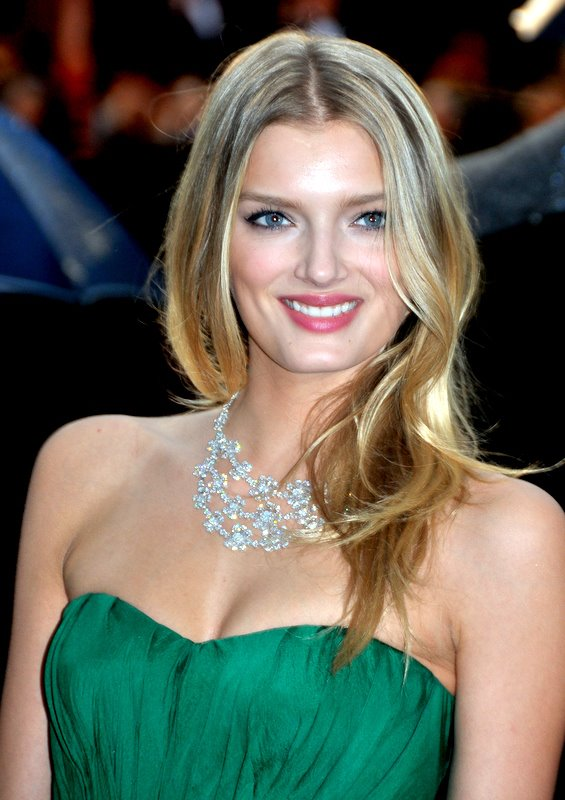
Lily Donaldson (2012)

Lily Donaldson este un model  american care apartin casei de moda IMG 
Aceasta s a nascut in Londra dar resedinta actuala este in New York .
Aceasta a defilat pentru Victoria's Secret , Balmain, Haider Ackermann , Mugler , Kegrad , Miu Miu etc